# Игор Йовичевич
Игор Йовичевич (на хърватски: Igor Jovićević) е бивш хърватски професионален футболист, понастоящем футболен треньор, старши треньор на българския шампион по футбол.